# Perissopmeros castaneous
Espèce
Perissopmeros castaneous est une espèce d'araignées aranéomorphes de la famille des Malkaridae.

## Systématique
L'espèce Perissopmeros castaneous a été décrite en 1932 par l'arachnologiste australien L. S. G. Butler (d).

## Distribution
Cette espèce est endémique de Nouvelle-Galles du Sud en Australie.

## Description
L'holotype de Perissopmeros castaneous, un mâle, mesure 2,84 mm de longueur totale et la longueur de son abdomen est de 1,32 mm. Il présente deux rangées incurvées de quatre yeux chacune. 
La femelle n'est pas connue.

## Publication originale
- (en) L. S. G. Butler, « Studies in Australian spiders, No. 2 », Proceedings of the Royal Society of Victoria. New series, Melbourne, Inconnu, vol. 44, no 2,‎ 1932, p. 103-117 (ISSN 0035-9211, lire en ligne).